# Aeonium occidentale
Aeonium occidentale är en fetbladsväxtart som beskrevs av Bañares. Aeonium occidentale ingår i släktet Aeonium och familjen fetbladsväxter. Inga underarter finns listade i Catalogue of Life.